# Douglas F3D Skyknight
Douglas F3D Skyknight (efter 1962 Douglas F-10 Skyknight) var ett amerikanskt jetdrivet jaktflygplan tillverkat av Douglas Aircraft på 1950-talet. Det var USA:s första jetdrivna nattjaktflygplan konstruerat för hangarfartygsbruk. Flygplanet användes både under Koreakriget och Vietnamkriget och spelade också en viktig roll i utvecklandet av jaktroboten AIM-7 Sparrow.

## Utveckling
År 1945 började USA:s flotta studera fördelarna med ett jetdrivet, radarförsett nattjaktflygplan för hangarfartygsbruk. Förebilden var den brittiska de Havilland Vampire. Flera olika flygplanstillverkare lämnade in förslag och kontraktet gick till Douglas den 3 april 1946. Utvecklingen leddes av den välkände flygplanskonstruktören Edward Heinemann vid fabriken i El Segundo, Kalifornien. Den första prototypen XF3D-1 genomförde sin jungfruflygning den 23 mars 1948. Totalt tre prototyper tillverkades varav de två första med den äldre radarn SCR-720 (samma som in Northrop P-61 Black Widow). Full elektronisk utrustning visade sig väga betydligt mer än beräknat och den sista prototypen (och de första serieproducerade flygplanen) hade svårt att nå upp till prestandakraven med sina J34-WE-22-motorer på 13,3 kN. Inte ens med de kraftigare J34-WE-34-motorerna på 14,5 kN som monterades i de serieproducerade flygplanen var den något prestandamonster och produktionen av den första serien stoppades efter bara 28 tillverkade flygplan.
Den andra serien F3D-2 skulle ha fått de betydligt kraftfullare motorerna Westinghouse J46 på 20,5 kN, men på grund av utvecklingsproblem med den motorn fick de bara något kraftigare J34-WE-36-motorer på 15,1 kN. De fick också större luftintag. Andra förbättringar var den bakåtriktade radarn AN/APS-28, autopilot och pansarskydd för besättningen.
En tredje modell av Skyknight betecknad F3D-3 med bakåtsvepta vingar planerades. Den skulle ha fått avsevärt bättre prestanda under förutsättning att den fick tillräckligt starka motorer. Med J46-motorer skulle maxhastigheten ha blivit över 1 000 km/h, men J46-motorn ansågs fortfarande inte vara tillräckligt driftsäker och med J34-motorer skulle prestandaökningen ha blivit mycket blygsam. Planerna på en F3D-3 lader ner 1952.

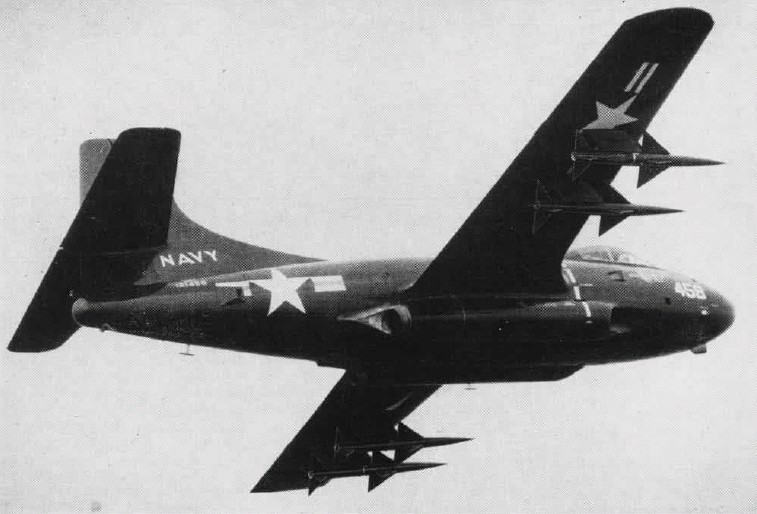
En av prototyperna använd vid utprovningen av jaktroboten AIM-7 Sparrow.

Även om inga nya modeller tillverkades upphörde inte utvecklingen av Skyknight. Ett antal F3D-2 utrustades för ”special weapons”, något som vanligen avser kärnvapen, och betecknades därefter F3D-2B. Tolv stycken F3D-1 och sexton F3D-2 byggdes också om för att kunna bära den då helt nya jaktroboten AIM-7 Sparrow (de betecknades därefter F3D-1M respektive F3D-2M). USA:s marinkår byggde också om ett antal F3D-2 genom att ta bort radarn och de fyra automatkanonerna och ersätta den med störsändare och signalspaningsutrustning (beteckning F3D-2Q).
Ytterligare en flygplansmodell konstruerades baserad på Douglas F3D Skyknight; Douglas F6D Missileer. Den utnyttjade Skyknights breda flygkropp och utrymme för att bära upp den stora och tunga radarn AN/APQ-81 med de rakar vingarnas lyftförmåga att bära en tung robotlast av sex stycken AAM-N-10 Eagle. Missileer visade sig bli ett dyrt och tekniskt komplicerat projekt och de lades ner i december 1960, men delar av projektet återanvändes i jaktrobotarna AIM-47 Falcon och AIM-54 Phoenix.

## Användning
De första F3D-1 kom ut på förband i december 1950, men på grund av de svaga motorerna ansågs den inte vara effektiv i strid och de användes huvudsakligen för utbildning. Den förbättrade F3D-2 däremot började användas i Koreakriget under våren 1952. MiG-15 var ett dödligt hot mot de amerikanska Boeing B-29 Superfortresses som bombade mål i Nordkorea. USAF försökte undvika dem genom att genomföra bombningarna i skydd av mörker, men i takt med att Nordkorea utvecklade ett fungerade STRIL-system kunde de även i mörker leda in MiG-flygplanen mot de amerikanska bombflygplanen.
Trots att den långsamma Skyknight inte hade någon chans mot MiG-15 i dagsljus gav radarn den ett avgörande övertag i mörker. Första gången Skyknight användes i strid var natten mellan 2 och 3 november 1952 då major William Stratton och sergeant Hans Hoagland sköt ner vad de trodde var en Jak-15. Flygplanet var i själva verket en MiG-15 och den lyckades trots svåra skador landa på sin bas. Den första bekräftade nedskjutningen skedde fem nätter senare när kapten Oliver R. Davis och specialistofficer Dramus Fessler sköt ner en MiG-15. Piloten löjtnant Kovaljov räddade sig med fallskärm. De amerikanska Skyknight-besättningarna blev så bra på att skjuta ner MiG-15 att folkarméns flygvapen försökte gillra fällor för dem genom att låta en MiG agera lockbete medan tre till väntade på låg höjd under radartäckningen. I många fall räddades Skyknight-flygplanen av att den bakåtriktade radarn upptäckte hotet i tid när de påbörjade sin stigning för att anfalla.
När Koreakriget var slut hade sex bekräftade nedskjutningar och ytterligare två troliga nedskjutningar genomförts av Skyknight, en Polikarpov Po-2 och resten MiG-15, fler än något annat nattjaktflygplan i Koreakriget. Endast en Skyknight blev nedskjuten av en MiG-15. Inga B-29:or skyddade av Skyknight gick förlorade.
År 1965 började USA att trappa upp sina insatser i Vietnam. En av de första bristerna som visade sig var bristen på telekrigflygplan som kunde skydda attackflygplanen från luftvärnsrobotar och radarstyrda luftvärnskanoner. Därför skickade marinkåren sina telekrigutrustade EF-10B till Đà Nẵng för att pejla in de nordvietnamesiska luftvärnsbatteriernas positioner och vid behov störa ut dem med störsändare och remsor. I Vietnams varma klimat var motorernas klena dragkraft ytterst påtaglig; Trots full gas tog det 2 800 meter innan farten var uppe i 165 km/h vilket var lägsta starthastighet (startbanorna på flygbasen i Đà Nẵng var 3 000 meter). År 1966 började Skyknight ersättas av Douglas RB-66 Destroyer och Douglas EKA-3B Skywarrior, men behovet var så stort att de fick fortsätta att tjänstgöra fram till 1969. Flygplanstypen togs officiellt ur tjänst 1970, men ett fåtal TF-10B fortsatte att tjänstgöra som prov- och skolflygplan, ofta med nos och radar från andra flygplan för utprovning och utbildning.

## Konstruktion

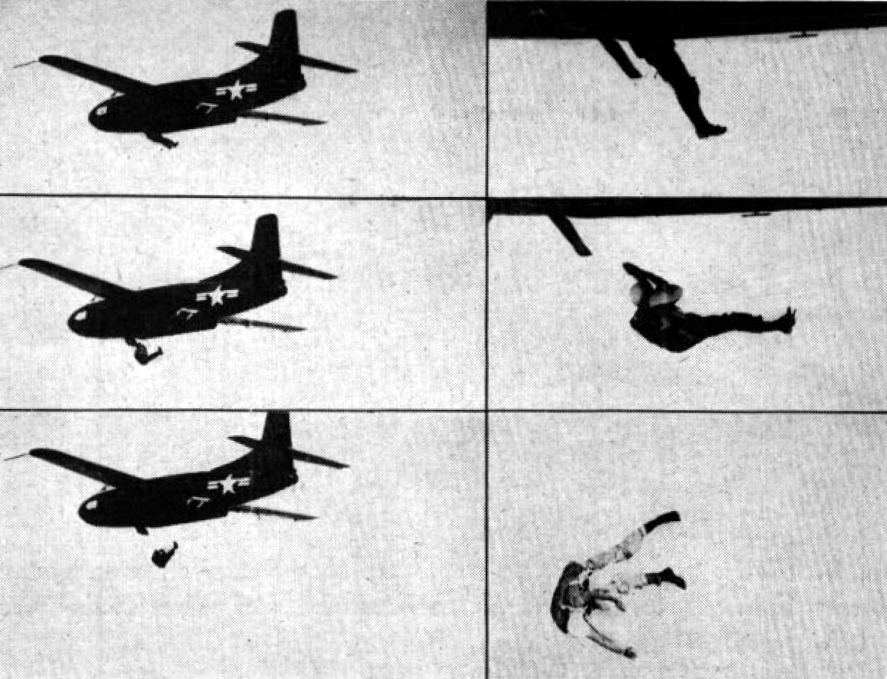
Sekvens som visar hur piloten lämnar en Skyknight med fallskärm.

Douglas F3D Skyknight var ett midvingat flygplan med rakar vingar. Vingarna kunde vikas på mitten för att ta upp mindre plats ombord på hangarfartyg. De båda jetmotorerna satt på sidorna om flygkroppen under vingarna. Landningsstället var trehjuligt med ett litet sporrhjul under bakkroppen. Huvudhjulen fälldes in utåt in i vingarna medan noshjulet fälldes in framåt. För landning på hangarfartyg fanns en infällbar landningskrok. Stjärten var en konventionell konstruktion med en stjärtfena och en horisontell stabilisator.
Radarsystemet AN/APQ-35 bestod av två olika apparater; Den stora spaningsradarn AN/APS-21 och eldledningsradarn AN/APG-26. APS-21 hade en parabolantenn med en diameter på 762 mm (30 tum), dubbelt så stor någon tidigare flygburen radar, och den var gränssättande för flygplanets storlek. Det gjorde att Douglas kunde förse flygplanet med en rymlig cockpit med sätena sida-vid-sida och det gav också flygplanet dess smeknamn ”The Whale”. Enligt specifikationen skulle radarn ha en räckvidd på 200 km. Så lång räckvidd lyckades den aldrig uppnå, men den kunde upptäcka små mål på över 30 km, vilket redan det var imponerande med den tidens mått.
Skyknight hade inga katapultstolar eftersom första generationens katapultstolar inte kunde monteras sida-vid-sida utan att skada varandra vid utskjutning. I stället hade den en nödutgång i form av en rutschkana där besättningen kunde glida ner och ut mellan motorerna. Vid minst ett tillfälle har även marinkårens spaningssoldater hoppat fallskärm från Skyknikgts under Vietnamkriget genom att använda rutschkanan.

### Beväpning

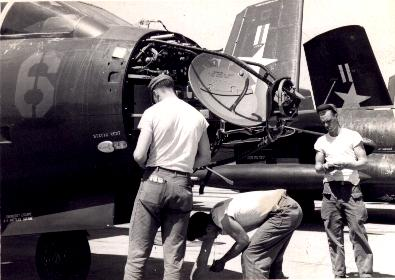
Med nosen borttagen syns både den stora spaningsradarn AN/APS-21 och den betydligt mindre eldledningsradarn AN/APG-26 framför den.

Huvudbeväpningen bestod av fyra stycken 20 mm Hispano-Suiza HS.404 automatkanoner under nosen med 200 patroner per kanon. Piloten kunde använda ett radarsikte integrerat med eldledningsradarn APG-26 för att sikta utan att kunna se målet, något som visade sig användbart i Korea. Vanligen bars också två stycken 568 liters (150 gallons) fälltankar under vingarna för längre räckvidd. För attackuppdrag kunde 454 kg (1 000 lb) bomber bäras i stället. Ett litet antal Skyknights utrustades för att kunna använda ”special weapons”, en term som vanligen avser kärnvapen, och suffixet -2B antyder också att det rör sig om bombflygplan.
I december 1952 började Douglas att testa jaktroboten AIM-7 Sparrow på en av Skyknight-prototyperna. Denna första version av Sparrow-roboten var ledstrålestyrd och hade betydligt kortare räckvidd än vad efterföljande versioner hade. Skyknights var också de första flygplan som tog Sparrow-robotar i tjänst 1954.

## Varianter
Beteckning inom parentes användes efter 1962.
- XF3D-1 – Prototyper. 3 byggda.
- F3D-1 (F-10A) – Första produktionsserien. 28 byggda.
- F3D-2 (F-10B) – Andra produktionsserien. 237 byggda.
- F3D-2B – Ett litet antal F3D-2 utrustade för att bära kärnvapen.
- F3D-1M (MF-10A) – F3D-1 med möjlighet att bära jaktroboten AIM-7 Sparrow. 12 ombyggda.
- F3D-2M (MF-10B) – F3D-2 med möjlighet att bära jaktroboten AIM-7 Sparrow. 16 ombyggda.
- F3D-2T (TF-10B) – F3D-2 utrustade för utbildning av radarspanare. 60 ombyggda.
- F3D-2Q (EF-10B) – F3D-2 utrustade för telekrig. Ungefär 12 ombyggda.